# The Complete Hank Williams

《The Complete Hank Williams》는 미국계 컨트리 음악가 행크 윌리엄스의 거의 모든 녹음을 모은 1998년 박스 세트로, 1947년의 첫 녹음부터 그의 때 이른 1963년의 죽음에 이르는 마지막 세션까지의 녹음을 수록하고 있다. 수많은 라이브 음원 및 오버더빙된 노래를 제외하고, 10개의 디스크 속에는 스튜디오 세션, 라이브 음원, 데모를 망라해 총 225곡이 포함돼 있다. 그 225곡 가운데 33곡이 히트 싱글이고 53곡이 종래 미발표 트랙이다.
| 전문가 평가         | 전문가 평가 |
| 평가 점수           | 평가 점수   |
| 출처                | 점수        |
| ------------------- | ----------- |
| 올뮤직              | 5/별        |
| 엔터테인먼트 위클리 | (B+)        |

《뉴욕 타임스》는 컴필레이션의 발매를 환영했다. 발매일과 우연히 겹친 윌리엄스의 75번째 생일을 "중요한 사건"으로 표현했으며, "행크 윌리엄스의 업적을 언급하지 않고서 현대의 컨트리 음악 또는 대중음악을 이해하는 것은 불가능하다"고 말했다. 1999년, 컴필레이션은 그래미상의 "최우수 역사적 음반"과 "최우수 레코딩 패키지 - 박스"에서 수상했다. 2003년, 《롤링 스톤》은 역대 가장 위대한 500장 음반에서 225위로 선택했다.
10개의 디스크와 함께, 박스 속에는 《더 뮤직》 제목의 30 페이지 분량의 곡 설명집이 수록되어 있다. 이것은 CD를 고정하는 일을 하며 공연 사진과 차트 성적 등을 보여준다. 《더 스토리즈》 제목의 120 페이지 분량의 책에는 윌리엄스 및 그의 작품에 대한 수필 및 기록과 앨런 잭슨, 토니 베넷, 마이크 밀스, R.E.M. 등의 윌리엄스에 대한 다른 음악가들의 의견도 포함되어 있다. 패키지에는 여덟 종의 엽서, 백 장의 사진, 윌리엄스의 육필 가사, 윌리엄스의 모친이 딸에게 죽음을 알리기 위해 보낸 1953년 1월 1일의 전보 사본 등이 있다.